# Salamandra plamista
Salamandra plamista, jaszczur plamisty, jaszczur ognisty (Salamandra salamandra) – gatunek płaza ogoniastego z rodziny salamandrowatych o charakterystycznym wyglądzie i szerokim zasięgu występowania. Prowadzi samotniczy, drapieżny tryb życia. Wyróżnia się liczne podgatunki. W Polsce podlega ochronie częściowej.

## Nazwa
Nazwy naukowa i polska płaza prawdopodobnie sięgają rodowodem języka perskiego, w którym słowo to oznacza „żyjąca w ogniu”. Może ono jednak pochodzić także od arabskiego słowa samandar, pod jaką nazwą salamandra funkcjonuje wciąż w arabskim i perskim.
Zwierzę to nazywano rozmaicie. Zaproponowano między innymi nazwę S. maculosa. Kolejna nazwa Lacerta salamandra pojawiła się m.in. w 10. wydaniu linneuszowskiego Systema Naturae. Rodzaj, w którym znajduje się dziś, przywrócił jej Joseph Nicolai Laurenti. Nowych nazw nie zaakceptowano, gdyż zgodnie z zasadami nazewnictwa zoologicznego właściwą jest używana do dziś Salamandra salamandra.

## Morfologia

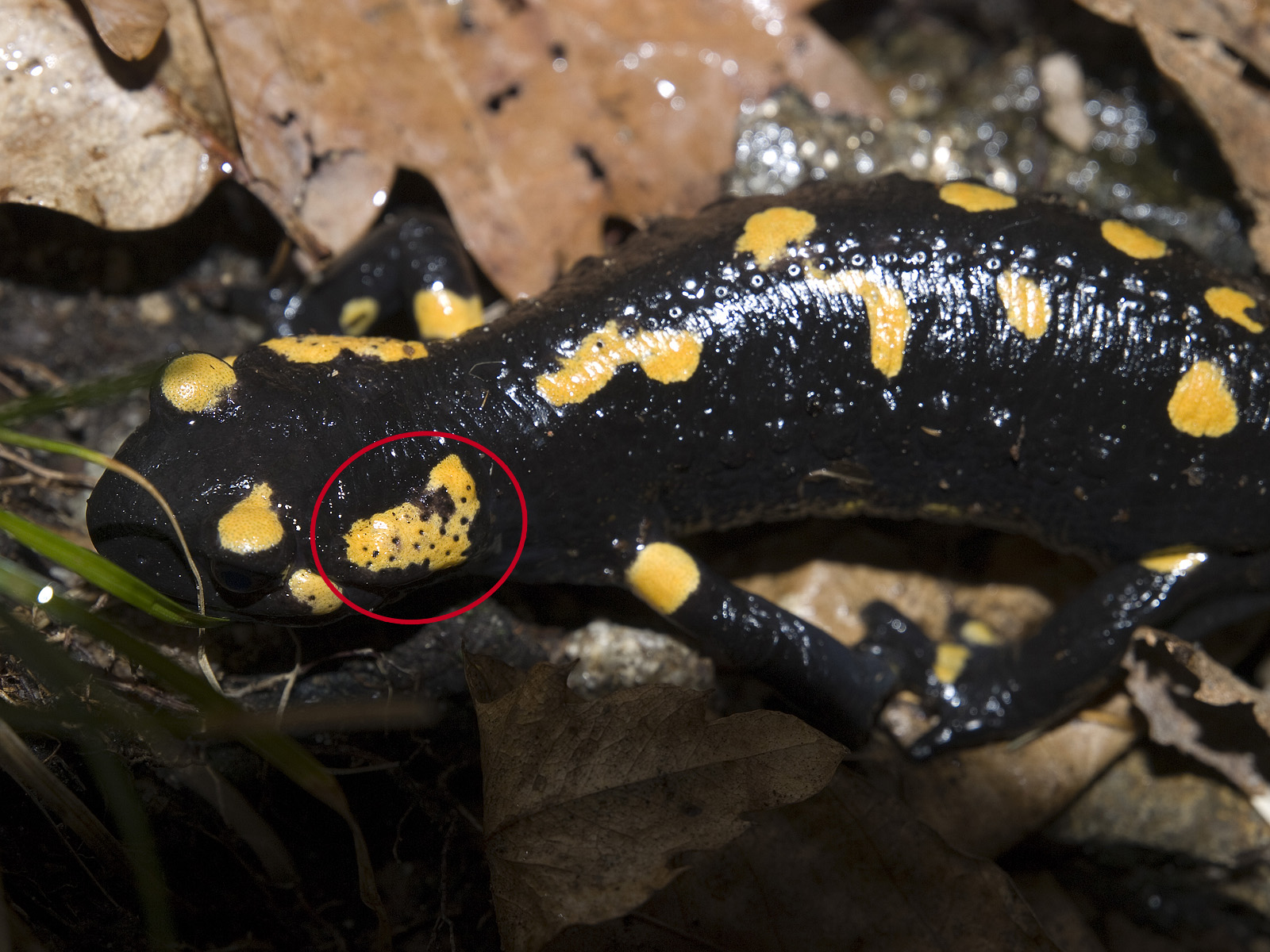
Zaznaczony gruczoł przyuszny

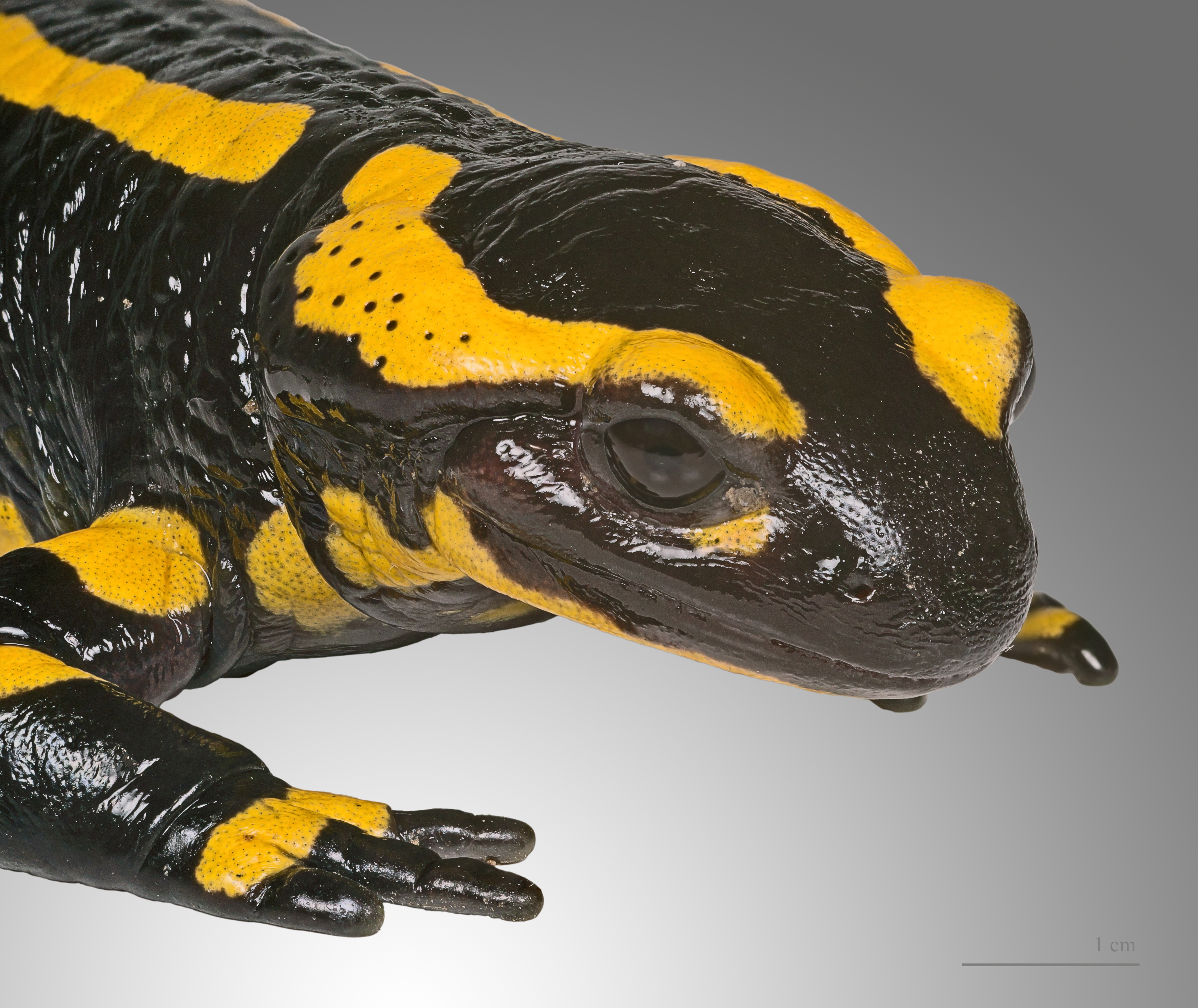
Oko i gruczoł przyuszny z bliska

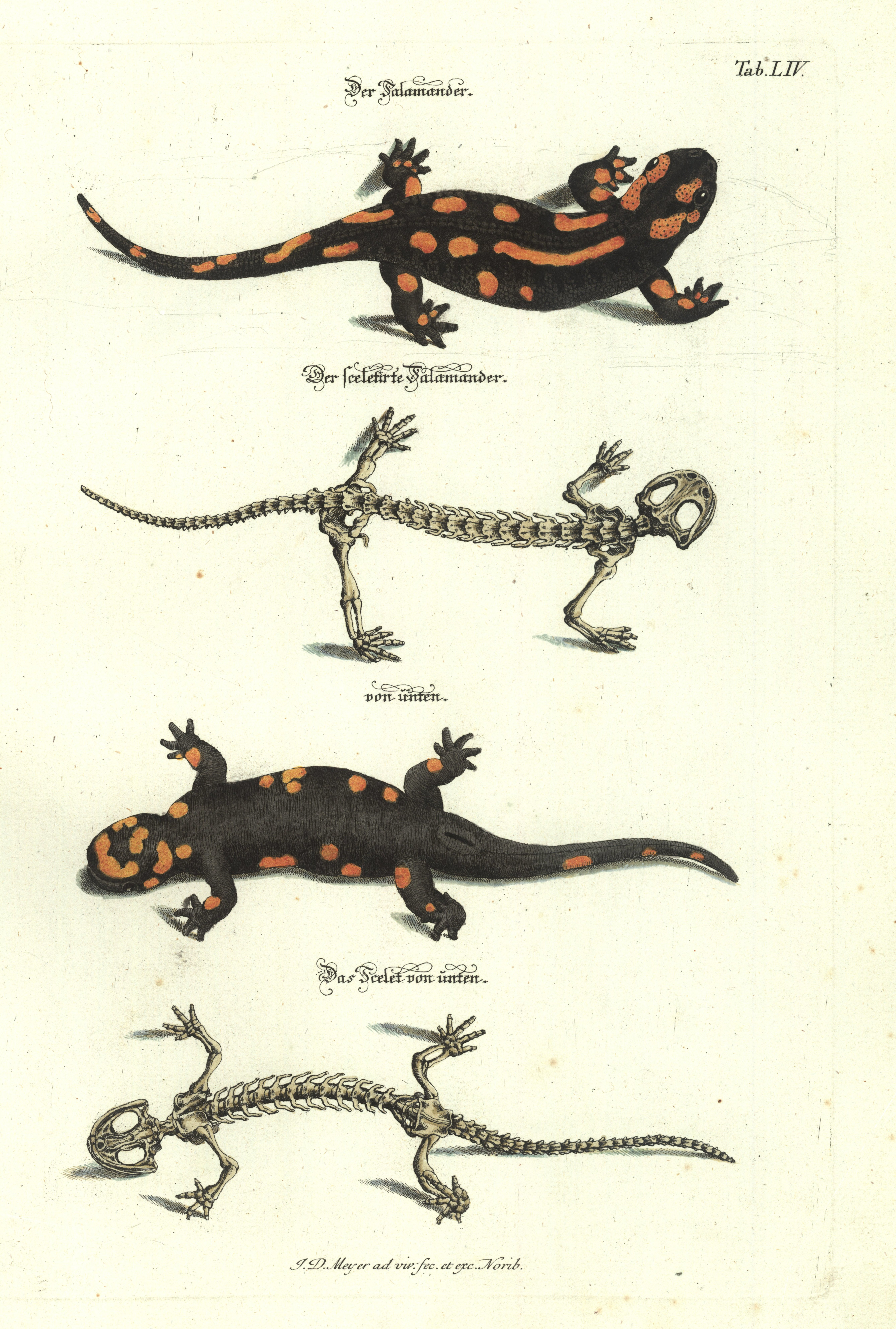
Salamandra plamista, miedzioryt (Johann Daniel Meyer, 1748)

Salamandra plamista to największy europejski przedstawiciel płazów ogoniastych; osiąga długość 10–24 cm (maksymalnie 32 cm).
Zwierzę ma walcowate, krępe ciało. Jego głowa jest duża, płaska i szeroka, pysk – zaokrąglony, oczy – wyłupiaste, o okrągłych, ciemnych źrenicach. Z boku głowy występują pokaźne pigmentowane gruczoły przyuszne (parotydy). Szczęki dysponują dwoma rzędami drobnych zębów, inny rodzaj zębów rośnie na środku podniebienia. Boki zdobi 12 bruzd międzyżebrowych. Pomiędzy bruzdami, na środku grzbietu ma dwa rzędy ujść gruczołów jadowych. Jad tych gruczołów, jak i parotydów, oraz ubarwienie skóry są środkami obrony przed drapieżnikami. Masywne, stosunkowo krótkie i krótkopalczaste nogi tego płaza przystosowały się do życia naziemnego, nie wytwarzają błon pławnych ani modzeli. Zarówno śródręcze, jak i śródstopie w większości kostnieje. Mają po cztery palce u przednich łap, u tylnych – pięć. Otwór kloakalny jest wąski i długi na 8–13 mm.
Ogon typu lądowego, w przekroju okrągły i krótszy od reszty ciała, kończy się tępo.
Wilgotna i błyszcząca skóra salamandry plamistej ubarwiona jest jaskrawo. Czarny i błyszczący wierzch ciała kontrastuje z żółtymi lub pomarańczowymi plamami bądź pasami. Występuje ogromna zmienność ubarwienia. Spód ciała, pokryty cieńszą skórą, ma kolor szaroczarny lub brązowoszary. Ubarwienie takie odgrywa dwie role: pomaga zwierzętom ukryć się w runie leśnym, a dla potencjalnego drapieżnika, który już je wypatrzył, stanowi ostrzeżenie o obecności substancji trujących w skórze potencjalnej zdobyczy. Bardzo ciemne, szare okazy melanistyczne tego gatunku były brane za przedstawicieli salamandry czarnej, typowego gatunku wysokogórskiego, nie występującego w Polsce. Jednak zarówno osobniki całkowicie czarne, jak i albinotyczne notuje się rzadko. U płazów albinizm jest cechą dziedziczną recesywną. Nie spotyka się też dwóch osobników o takim samym układzie i kształcie plam.
Zaznacza się dymorfizm płciowy: samice przerastają samce, mają także bardziej masywną budowę. Osobniki żeńskie mają też relatywnie krótsze kończyny, podczas gdy wysmuklejsze samce mają dłuższe, delikatniejsze nogi, a także zgrubiały u nasady ogon i bardziej obrzękniętą kloakę. Płcie nie różnią się ubarwieniem.
Gruczoły tego gatunku wydzielają gęsty, biało-żółty, gorzki w smaku jad, którego zapach niektórzy określają jako waniliowy. Silnie drażni śluzówkę. Powoduje także pieczenie. Dla człowieka jest niegroźny, ale w razie przypadkowego kontaktu wydzielina gruczołów może podrażnić oczy, dlatego też zwierzęcia nie należy dotykać. Ustalono, że jad zawiera m.in. salamandrynę (samandarynę) zaliczaną do alkaloidów chinolizydynowych (jest to jeden z nielicznych wyjątków, gdyż alkaloidy zazwyczaj występują u roślin).

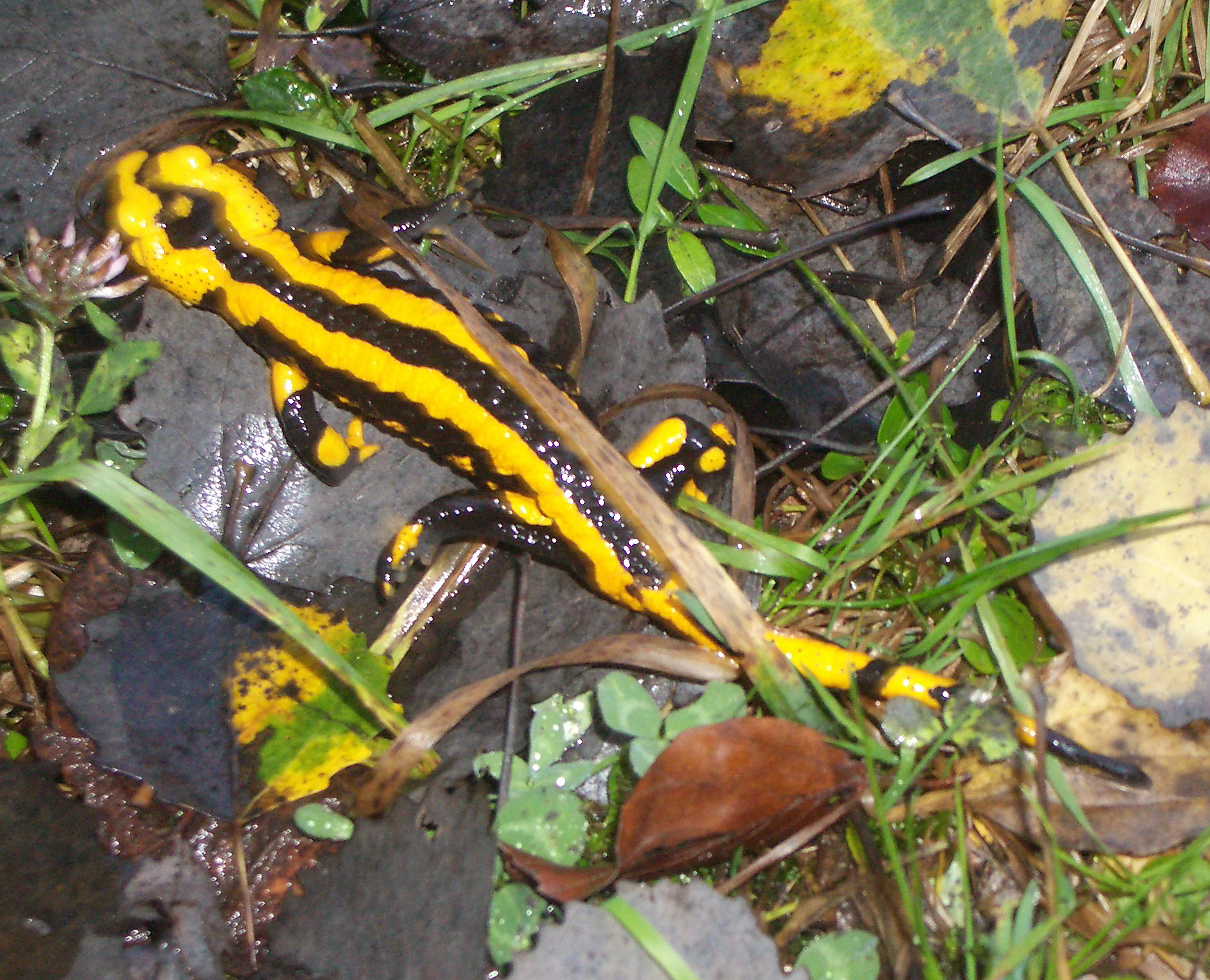
Salamandra plamista w Oberrot w Badenii-Wirtembergii w Niemczech

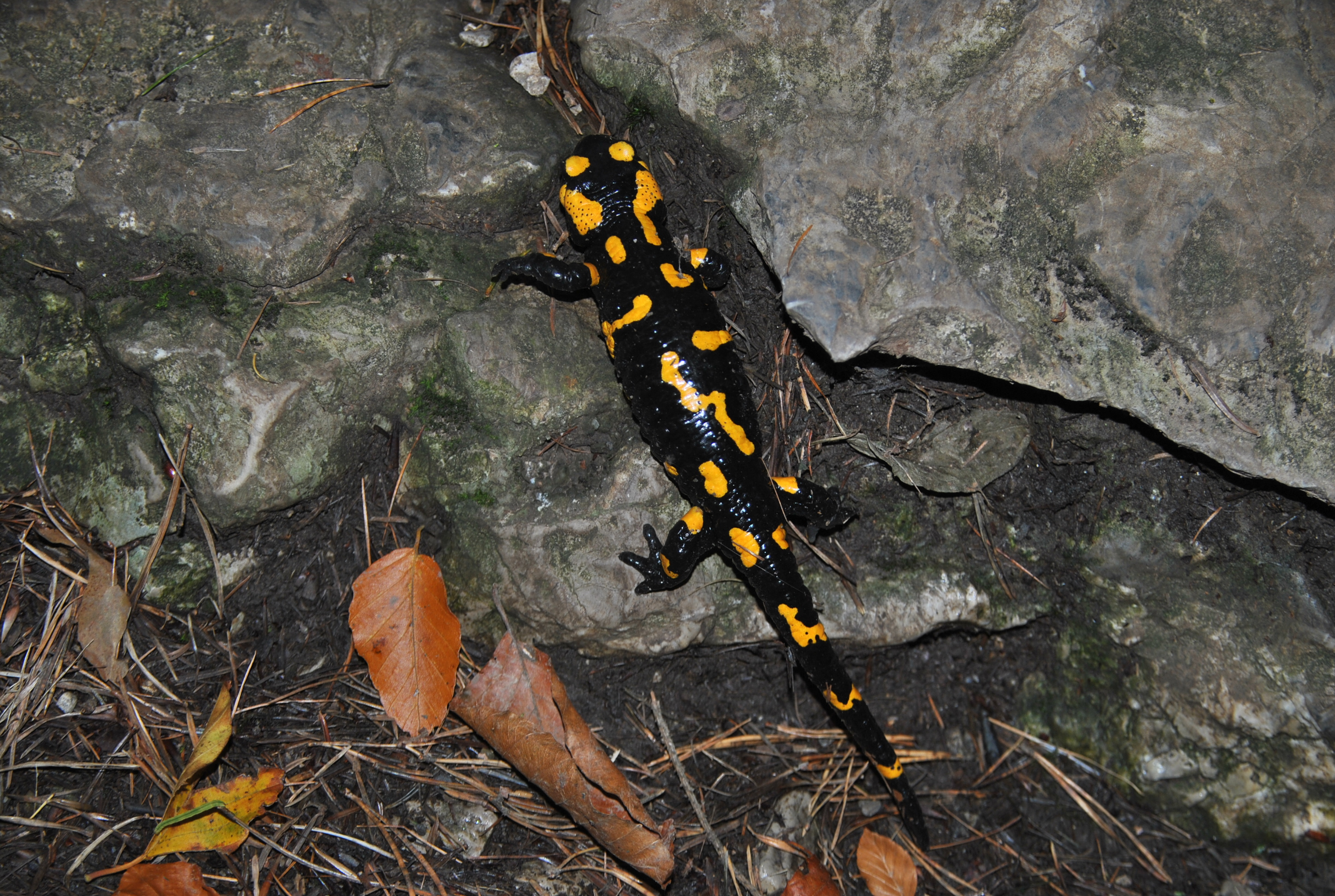
Salamandra plamista w Pieninach

## Występowanie
Występuje od Półwyspu Iberyjskiego na zachodzie (całe terytorium Portugalii, północna, południowa i zachodnia Hiszpania) aż do północno-zachodniej Turcji na wschodzie (według IUCN obecności salamandry w azjatyckiej części tego kraju nie potwierdzono). Zamieszkuje całą Francję, z wyjątkiem niewielkich nadmorskich terenów na południu, całą Szwajcarię i Liechtenstein. Spotyka się je w Andorze, San Marino i centralnych Włoszech, gdzie sięga do najbardziej wysuniętego na południe kontynentalnego obszaru kraju (nie obserwowano go jednak na Sycylii). Granica zasięgu przebiega następnie wybrzeżem Adriatyku, co wiąże się z obecnością płaza na całym obszarze Słowenii i w Chorwacji, nie licząc północnego wschodu tego państwa, a także bez wyjątku na terytoriach Bośni i Hercegowiny, Czarnogóry, Albanii, Macedonii Północnej. Wschodnia granica zasięgu przebiega we wschodniej Grecji, a następnie w Bułgarii i Serbii. Salamandra plamista żyje też w północnej i środkowej Rumunii oraz na niewielkim obszarze w południowo-zachodniej Ukrainie. Na Węgrzech spotyka się ją tylko na północy i zachodzie kraju. Północna granica zasięgu występowania biegnie w południowej Polsce, środkowych, a bardziej na zachód w północnych Niemczech, a następnie w południowo-wschodniej Holandii i Belgii. Gatunek spotyka się także w Luksemburgu, w całych Czechach, a na Słowacji brakuje go jedynie na południowych nizinach. Napotyka się także informacje sugerujące występowanie w górach północnej i zachodniej Afryki (np. Maroko), a także w Izraelu, Palestynie i Iranie.

## Siedlisko salamandry plamistej

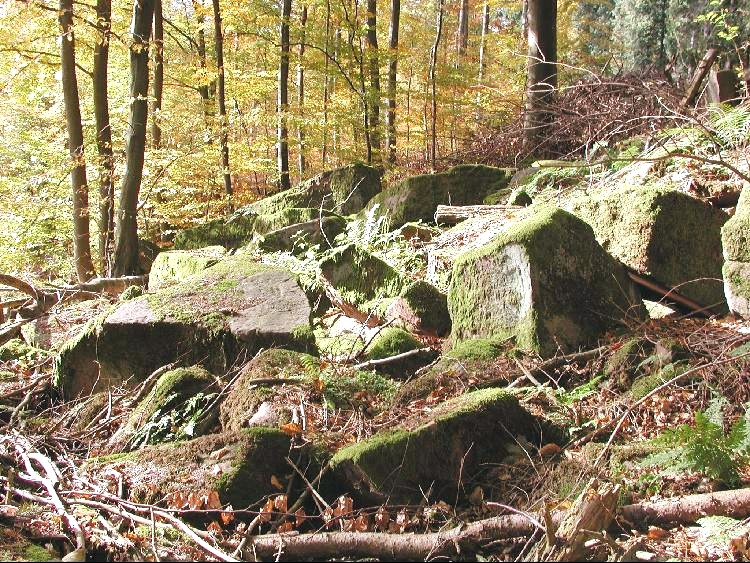
Przykładowe siedlisko salamandry plamistej

Prowadzi lądowy tryb życia. Siedliska dorosłych płazów nie ograniczają się do miejsc, w których występuje woda; można je spotkać w wilgotnych lasach liściastych, mieszanych, a rzadziej iglastych, na polanach, w obrębie skalistych zboczy, w buszu, a nawet na obszarach rolniczych, dolinach ze strumieniami, w południowej Europie w pobliżu osiedli ludzkich, na pastwiskach i łąkach. Toleruje pewne zmiany w swoim siedlisku, znajdowano ją nawet w ogrodach. Szczególnie lubi lasy bukowe, iglastych zaś unika, podobnie jak gleb wapiennych, w przeciwieństwie do piaskowców, margli, a według niektórych także granitów. Bytuje także w otoczeniu roślinności śródziemnomorskiej. Zamieszkuje głównie okolice podgórskie (lasy pogórza, regiel dolny), w Alpach dochodzi zwykle do wys. 800 m n.p.m., a w polskich Karpatach i Sudetach od 250 do 1087 m n.p.m., nie licząc Tatr – tam do 1000, rzadko 1300 m n.p.m. Według innych źródeł rozrodczy areał salamandry plamistej w Polsce mieści się w pasie wysokościowym 300–1125 m n.p.m., przy czym najliczniejsze występowanie tego płaza występuje w paśmie 600–800 m n.p.m.. Zasugerowano, że obecność na górskich pastwiskach może oznaczać, że w przeszłości porastał je las.
Salamandra plamista nie występuje na niżu Polski, poza sporadycznymi przypadkami zaniesienia jej przez wody powodziowe lub zawleczenia przez hodowców. Nie udały się celowe introdukcje salamandry plamistej na Roztoczu i Wyżynie Krakowsko-Częstochowskiej, które to regiony w niektórych opracowaniach bywają przytaczane jako stanowiska naturalne.

## Podgatunki
Z powodu rozległego obszaru występowania gatunek ten obejmuje co najmniej 8 podgatunków. Różnią się one deseniem, ale nie na tyle, by można było je na tej podstawie wiarygodnie ustalić. Odróżnia je także liczba młodych wydawanych na świat przez matkę. W Polsce występuje środkowoeuropejski podgatunek nominatywny (Salamandra salamandra salamandra), ale prawdopodobnie na zachodnich ziemiach przebiega strefa graniczna tego podgatunku. Z kolei jego turecka populacja pod względem genetycznym znajduje się najbliżej grupy S. s. infraimmaculata.
- Salamandra salamandra salamandra (Linnaeus, 1758) – sięga południowo-wschodniej Francji na zachodzie, Półwyspu Bałkańskiego na południu, zajmując go w całości, wschodnich Niemiec i Polski na północy[4];
- Salamandra salamandra alfredschmidti – niewyróżniana przez część źródeł; spotykana tylko w jednej dolinie (Tendi) w północnej Hiszpanii[4];
- Salamandra salamandra almanzoris (Müller and Hellmich, 1935) – żyje w Gredos w środkowej Hiszpanii[4];
- Salamandra salamandra bejarae (Mertens and Müller, 1940) – zamieszkuje centralną część Półwyspu Iberyjskiego[4];
- Salamandra salamandra bernardezi (Gasser, 1978) – żyje w Asturii i Galicji[4];
- Salamandra salamandra beschkovi (Obst, 1981) – endemit bułgarskich gór Pirin[4];
- Salamandra salamandra crespoi (Malkmus, 1983) – spotykana jedynie na południu Portugalii[4];
- Salamandra salamandra fastuosa (Eiselt, 1958) syn. S. s. „bonnali” – jej zasięg występowania to północna część Półwyspu Iberyjskiego[4];
- Salamandra salamandra galliaica (Nikolskii, 1918) – zamieszkuje Portugalię i północną Hiszpanię[4];
- Salamandra salamandra gigliolii (Eiselt and Lanza, 1956) – żyje w środkowych i południowych Włoszech[4];
- Salamandra salamandra hispanica (Mertens and Muller, 1940) – jako oddzielny podgatunek kwestionowana, być może syn. S. s. terrestris; spotykana jedynie w Prowincji Montseny[4];
- Salamandra salamandra longirostris (Joger and Steinfartz, 1994) – pochodzi z południowej Hiszpanii[4];
- Salamandra salamandra morenica (Joger and Steinfartz, 1994) – Sierra Morenica w Hiszpanii[4];
- Salamandra salamandra terrestris (Eiselt, 1958) – widywana w dużej części Francji, krajach Beneluksu i zachodnich Niemczech[4];
- Salamandra salamandra werneri (Sochurek and Gayda, 1941) – niewyróżniana przez część źródeł; endemit greckiej góry Pelion[4].

Zasugerowano wyodrębnienie osobnych gatunków.
Poniższe uproszczone drzewo za M. Garcia-Paris et al. (2006) stworzone dzięki badaniom genetycznym 33 loci ukazuje pokrewieństwo pomiędzy podgatunkami iberyjskimi.
|  | S. s. bernardezi |
|  |                  |
|  | S. s. fastuosa   |
|  |                  |

|  | S. s. gallaica   |
|  |                  |
|  | S. s. terrestris |
|  |                  |

## Zachowanie
Salamandra plamista jest zwierzęciem wilgociolubnym. Prowadzi samotny tryb życia, chociaż kilka, a nawet kilkadziesiąt osobników może zimować w jednym miejscu. Jej aktywność przypada na noc. Wyjątek stanowią samice podczas sezonu rozrodczego i zwierzęta obu płci podczas deszczowej pogody. Dzień zwierzę zazwyczaj spędza pod kłodami, w norach, rozpadlinach i wykrotach. Kryje się także pośród mchu. Potrafi wykopać tunel o długości 40 cm i o szerokości zwykle 4–6 cm. Na łowy wychodzi tylko nocą lub w ciepłe pochmurne i deszczowe dni. Nie znosi upałów (jest wtedy nadzwyczaj osowiała i apatyczna). W ciepłym klimacie to na lato przypada spadek aktywności. Poluje głównie na skąposzczety i nagie ślimaki. W czasie polowania porusza się bardzo niezgrabnie, więc owady, pajęczaki lub wije udaje się jej chwycić tylko wyjątkowo. Bez pożywienia może obyć się kilka tygodni. Zaskoczona nie ratuje się ucieczką, lecz zamiera w bezruchu. Pływa słabo, a w przypadku stromych brzegów zbiornika nie może się wydostać i umiera. Ponieważ ma stosunkowo silny jad oraz odstraszające ubarwienie i prowadzi nocny tryb życia, ma relatywnie niewielu wrogów. Zaliczają się do nich łososiowate i gatunek raka Procambarus clarkii. Salamandra zapada w sen zimowy późno, na przełomie października i listopada, a nieraz na początku grudnia. Czasem wykazuje aktywność nawet w czasie grudniowych ociepleń. Na wiosnę spotyka się ją już w marcu.

## Rozmnażanie

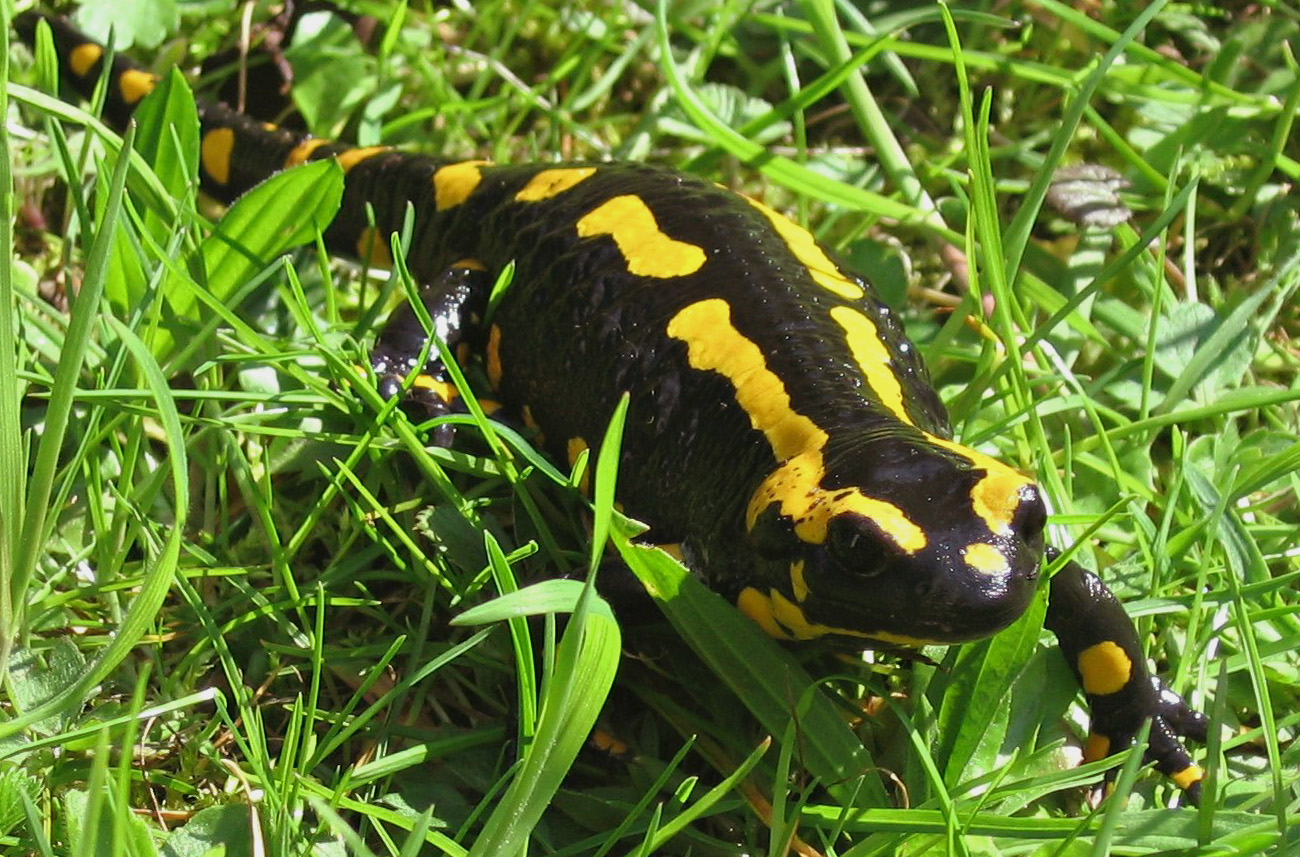
Samica

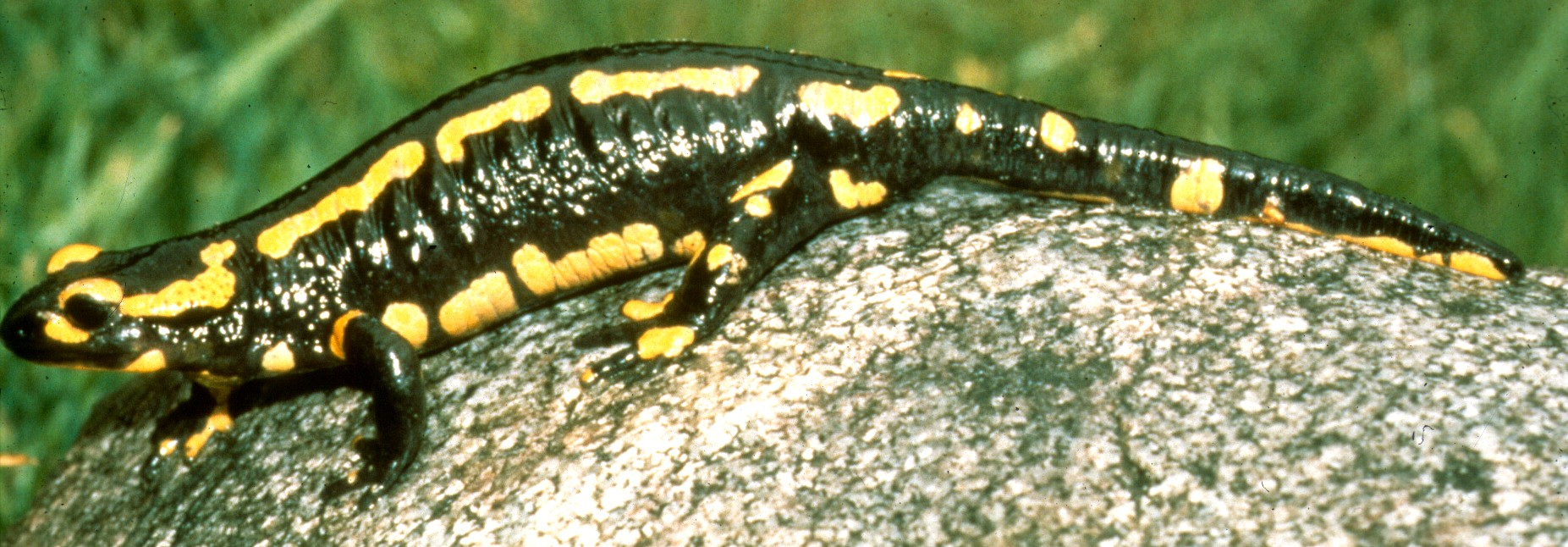
Samiec

Gody salamandry plamistej uzależnione są od warunków klimatycznych, odbywają się od kwietnia, także latem i jesienią. W obszarach o ciepłym klimacie reprodukcja może też odbywać się w najchłodniejszej porze roku. Salamandry w tym okresie wyraźnie się ożywiają; podniecone samce penetrują okolicę w poszukiwaniu osobników płci przeciwnej, orientując się za pomocą węchu i wzroku. Często dochodzi między nimi do walk o wybrankę. Zaobserwowano też (8 czerwca 1986) dwa samce w pozycji przypominającej ampleksus. Parzenie odbywa się na lądzie lub też w płytkiej wodzie płynącej. Występuje ampleksus brzuszny, po czym samiec wciska się pod swą partnerkę i mocno trzymając nogami jej korpus, unosi ją na swoim grzbiecie. Wydzielane przez samca spermatofory (skupienia plemników) samica zbiera swoimi wargami kloakalnymi. Jaja są zapładniane w jajowodach, w górnej ich części. Poród odbywa się po trwającej co najmniej pięć miesięcy ciąży (przyczyną jej wydłużenia może być chociażby zima) zazwyczaj wiosną, po przebudzeniu; w kwietniu-maju samice szukają odpowiedniego miejsca (niezbyt bystrego potoku lub zbiornika płytkiej wody, np. kałuży obok źródła) i rodzą dobrze rozwinięte larwy, ewentualnie samica wydaje na świat jaja, z których potomstwo wylęga się bezpośrednio po porodzie (jajożyworodność), a u jednego z podgatunków młode po przeobrażeniu. Sam poród przebiega z trudnością, bo salamandra musi przybrać odpowiednią pozę, zanurzając tylną część ciała, co przy kiepskich umiejętnościach pływackich może okazać się dla niej niebezpieczne, szczególnie gdy nurt jest zbyt rwący. Rodzi przeważnie od 20 do 80 (według innych źródeł 10–50), średnio 40 larw o długości 22–37 mm.

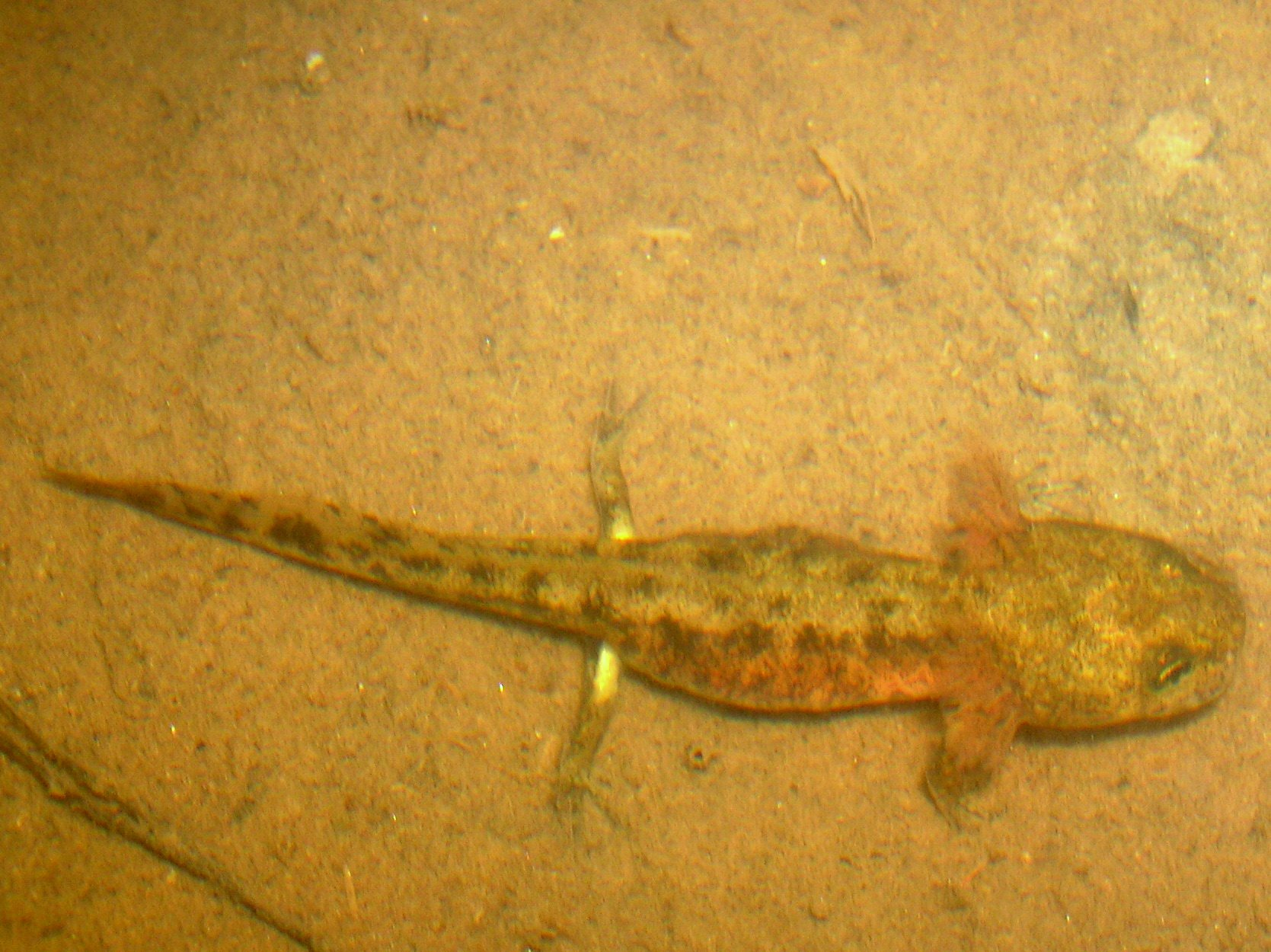
Larwa salamandry plamistej

Szarobrązowe metalicznie plamkowane kijanki mają wykształcone skrzela zewnętrzne (larwa reofilna) i oczy osadzone na niemałej głowie. Mają płetwę ogonową, której brakuje u dorosłych, oraz przednie i tylne kończyny.
Larwy od urodzenia polują na drobne skorupiaki i skąposzczety. Do ich pożywienia zaliczają się głównie reofilne bezkręgowce: Gammaridae, larwy jętek i muchówek, nieraz także Diaptomidae. Są tak drapieżne, że czasami porywają się na większe od siebie zwierzęta wodne. Podobnie jak osobniki dorosłe nie prowadzą zbyt aktywnego trybu życia, spędzając większość czasu przy dnie zbiornika, chroniąc się wśród roślinności i kamieni. Polują z zasadzki. Rosnąc, nie zmieniają zbytnio nawyków żywieniowych, co najwyżej przerzucają się na większą zdobycz. Zazwyczaj spotyka się je w miejscach, gdzie nie ma pożerających je drapieżnych ryb. Ich rozwój nie przebiega też w twardej wodzie. Podczas wzrostu proporcje ciała niewiele się zmieniają. Przeobrażenie następuje po trzech miesiącach, w lipcu – sierpniu (rzadziej w następnym roku), w zbiorniku wodnym.
Osiągnąwszy postać dorosłą różnią się od osobników w wieku reprodukcyjnym mniejszymi rozmiarami (mierzą około 6 cm długości) i nieco innym plamkowaniem, które zmienia się w wieku około 2 lat. Do rozmnażania gotowe są od trzech do czterech lat po przybraniu postaci dojrzałej.
Salamandra salamandra żyje około 10 lat w warunkach naturalnych, w hodowlanych – nieraz dwa razy dłużej. Donoszono jednak o osobnikach żyjących na wolności jeszcze dłużej – 24 lata.

## Status
W Czerwonej księdze gatunków zagrożonych IUCN płaz ten od 2023 roku klasyfikowany jest jako gatunek narażony (VU, ang. Vulnerable); wcześniej, od 2004 roku uznawano go za gatunek najmniejszej troski (LC, ang. Least Concern). Zmiana statusu wynikła ze względu na przewidywany spadek liczebności populacji o ponad 30% w ciągu następnych 21–45 lat, spowodowany przez potencjalny wpływ patogenicznego grzyba Batrachochytrium salamandrivorans oraz utratę i degradację siedlisk w obrębie zasięgu występowania.
Większość populacji salamandry plamistej zachowuje się stabilnie, aczkolwiek w niektórych obszarach szczególnie dotkniętych działalnością ludzką (jak Ukraina czy Holandia) obserwuje się spadek. W efekcie całkowita liczebność gatunku obniża się.
Do zagrożeń dla tego zwierzęcia zalicza się utratę środowiska naturalnego (wylesianie, regulacja wód, w tym techniczna obudowa brzegów i dna cieków i zbiorników wodnych, ujęcia wodociągowe na źródłach, studzienkach i młakach), zatrucie wód, odławianie m.in. w celach handlowych, drapieżnictwo ze strony introdukowanych ryb, niekorzystne warunki klimatyczne, jak susze, a także fragmentacja populacji. Dorosłe płazy giną pod kołami samochodów. W Hiszpanii stworzenia te padają ofiarami grzybicy (chytridiomycosis). Pasożytują na nich także protisty: w jelitach Coccidium salamandrae, a w układzie rozrodczym Micrococcydium. Istotne niebezpieczeństwa niesie regulacja potoków górskich, gdyż betonowe ściany nie pozwalają na bezpieczne dojście do wody i wiele samic topi się przy próbie rozpoczęcia porodu. Poza tym szybki prąd wody powoduje, że larwy nie mają wystarczającej liczby kryjówek i ilości pokarmu. Masowe utonięcia dorosłych salamander mają miejsca także podczas ulewnych deszczów, gdy porywa je prąd.
Znaczną część obszaru występowania zwierzęcia w Polsce obejmują obszary chronione, a niektóre populacje podlegają monitorowaniu (jak chociażby w Górach Złotych we wschodnich Sudetach). W Polsce gatunek od 2014 r. podlega częściowej ochronie, w latach 1952–2014 podlegał ochronie ścisłej.
Gęstość występowania gatunku w całym areale jest nierówna. Obok rejonów o dość dużym zagęszczeniu są takie, w których występuje nielicznie. Z tego powodu w 1996 r. salamandra plamista została wpisana na Czerwoną Listę Kręgowców Górnego Śląska, opracowaną w Centrum Dziedzictwa Przyrody Górnego Śląska, uzyskując tam status gatunku „narażonego na wymarcie”. Na Ukrainie znajduje się w czerwonej księdze. Nie figuruje na liście CITES, obejmuje go natomiast aneks III do konwencji berneńskiej.
Salamandry stanowią dziś także zwierzęta domowe, trzymane w terrariach.

## W kulturze

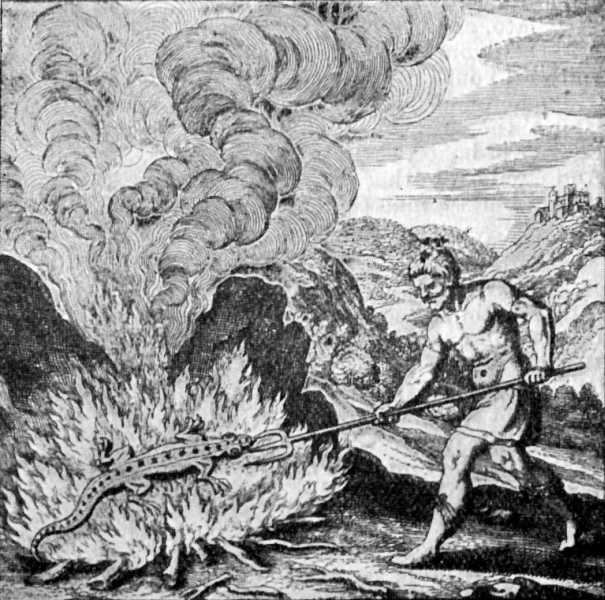
Salamandra w ognisku, 1902

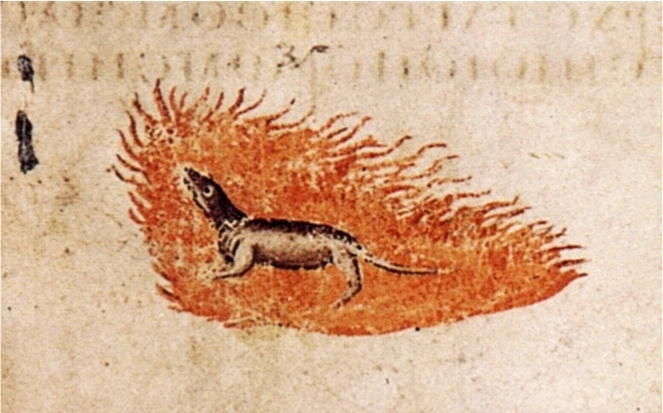
Mityczna ognista salamandra

Zwierzę to znane jest człowiekowi od dawna. Wzmiankują o nim stare kroniki. W przeszłości wierzono, że salamandry rodzą się i żyją w ogniu. Przesąd ten spowodowały liczne obserwacje ucieczki zwierząt kryjących się pośród drew rozpalanego ogniska.
Istnieją doniesienia o używaniu toksyn z gruczołów tych stworzeń jako pomoc w medytacji, podczas wchodzenia w trans i dla uzyskania halucynacji.
Podobnie jak niski lot jaskółki, spotkanie tego płaza w dzień wiązano z nadejściem deszczu.

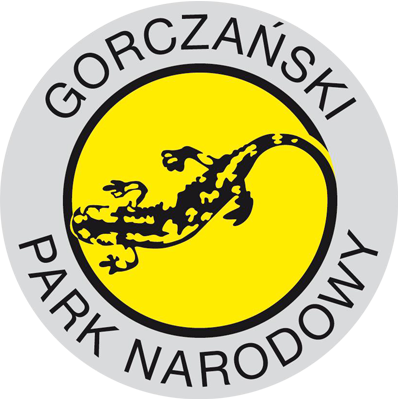
Logo Gorczańskiego Parku Narodowego

Salamandra plamista jest symbolem Pogórza Kaczawskiego, znajduje się też w logo Gorczańskiego Parku Narodowego. Salamandra (złota w czarne plamy) w złotych płomieniach widnieje na chorągwi Torunia. W okolicach Tatr płazy te nazywa się jaszczurami. Z tego powodu ciepłe źródła, gdzie w przeszłości często je widywano, nazywano Jaszczurówką. Podobną etymologię ma nazwa Jaszczurzyc, miejscowości leżącej blisko Orawic. Nazwa zwierzęcia pojawia się w tytułach czasopism i nazwach organizacji (jak np. Polskie Towarzystwo Ochrony Przyrody „Salamandra”).